# Sunday (film fra 1915)
 For alternative betydninger, se Sunday. (Se også artikler, som begynder med Sunday)
Sunday er en amerikansk stumfilm fra 1915 af George W. Lederer.

## Medvirkende
- Reine Davies som Sunday
- Montagu Love som Henry Brinthorpe
- Barney McPhee som Arthur Brinthorpe
- Charles Trowbridge som Jacky
- William H. Tooker som Towzer